# Rudolf Bosshard
Rudolf Bosshard   (valor desconegut, 1890 - valor desconegut, 7 de febrer de 1980) fou un remer suís que va competir durant la dècada de 1920 i que va prendre part en tres edicions dels Jocs Olímpics. Va guanyar set campionats d'Europa.
El 1920, als Jocs d'Anvers fou eliminat en sèries de la prova de vuit amb timoner del programa de rem. Quatre anys més tard, als Jocs de París, disputà la prova del doble scull del programa de rem. Formant parella amb Heinrich Thoma guanyà la medalla de bronze. La seva darrera participació en uns Jocs fou el 1928, a Amsterdam, on no va poder revalidar l'èxit aconseguit quatre anys abans en ser eliminat de la prova del doble scull en sèries.